# 江苏省苏北人民医院

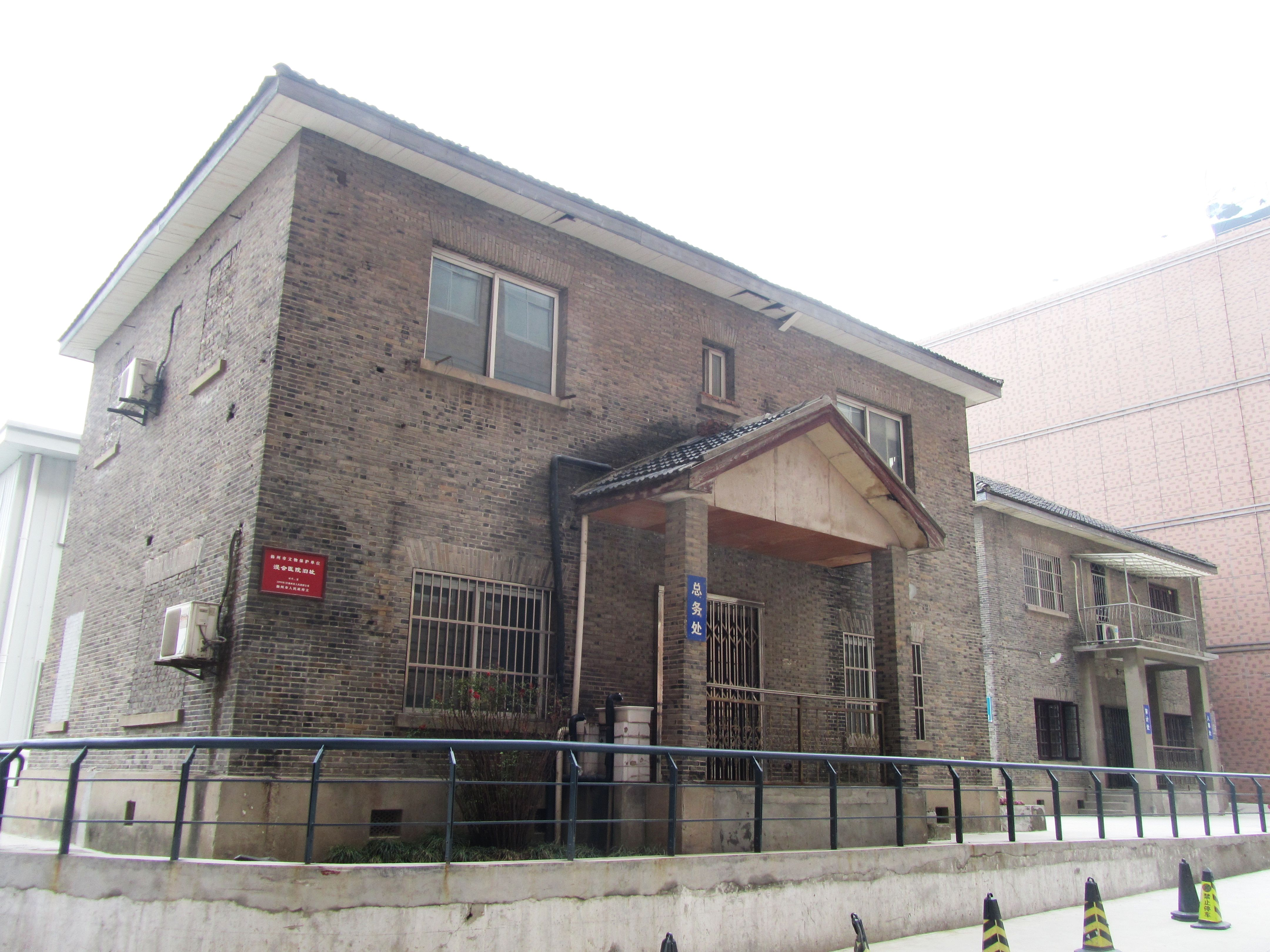
位于院区内的原浸信会医院旧址

扬州市苏北人民医院（扬州市红十字中心医院），是中国江苏省的一所医院，为三级甲等医院，位于扬州市广陵区南通西路98号。

## 加挂牌子
- 扬州大学附属苏北人民医院
- 南京医科大学扬州临床医学院
- 南京大学医学院附属苏北人民医院[2]

## 规模
扬州市苏北人民医院总床位738张，日门诊量1422人次。